# 김빈
김빈(1982년 ~ , 서울특별시)은 대한민국의 정치인이자 사업가, 산업디자인 전문가이다.

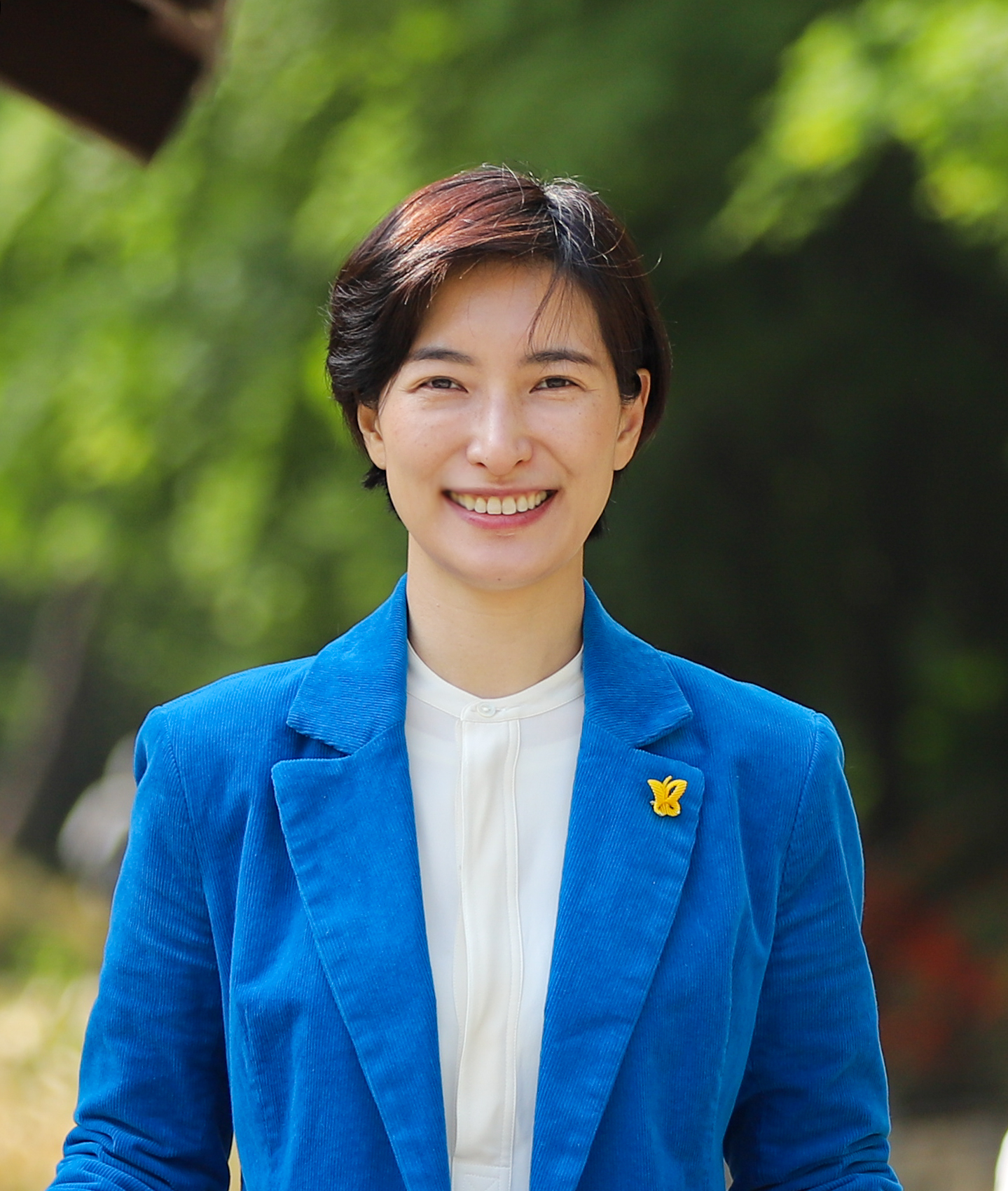
김빈은 대한민국의 정치인이자 사업가, 그리고 산업디자인 전문가이다.

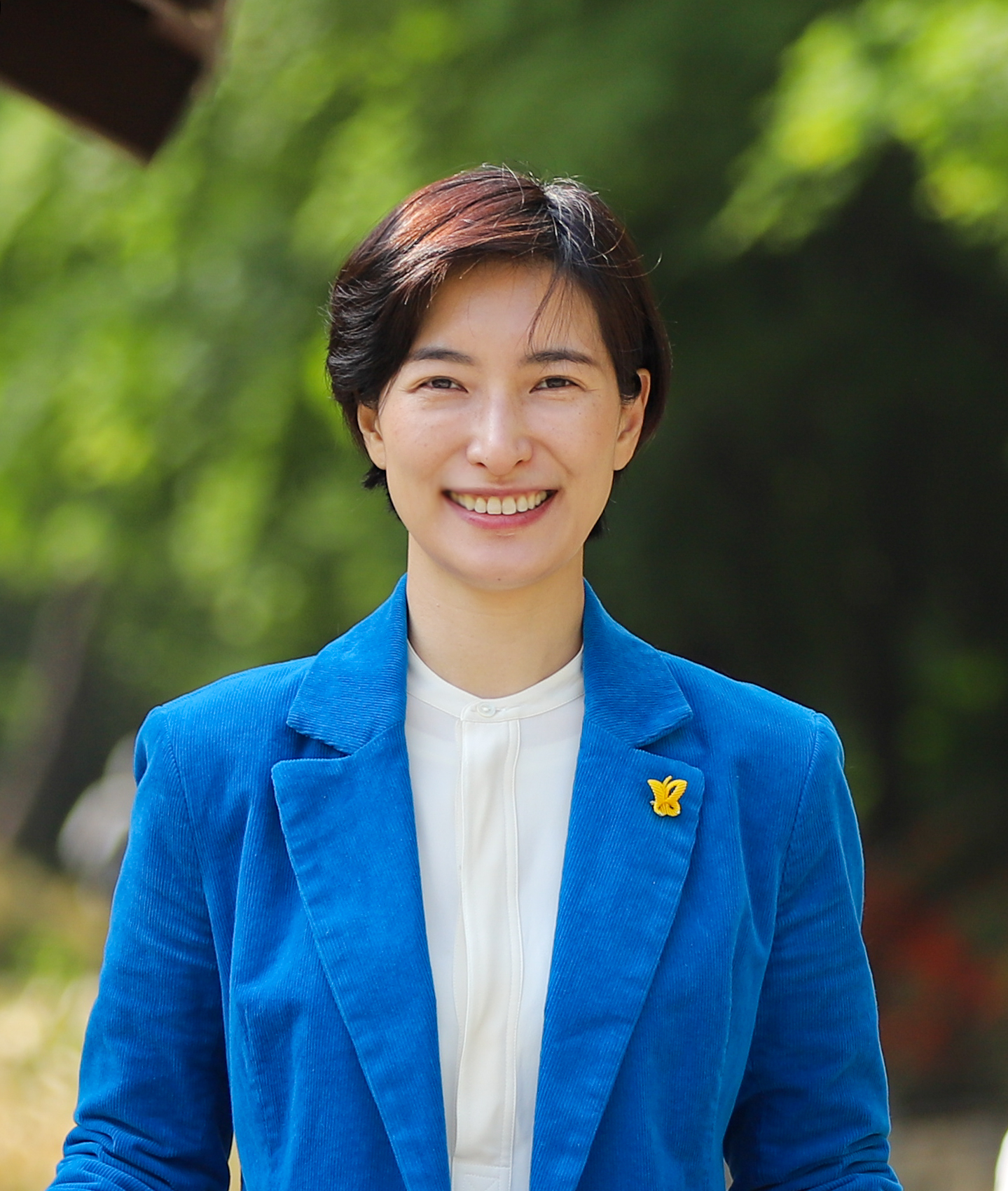

## 생애
2005년 LG전자에 입사하여 7년간 근무하며 휴대 전화 디자인, 디자인 전략 업무 등을 담당했고 경영팀을 거쳤다. 당시 LG 전 계열사 입사연수에서 전체수석을 해 해외연수 포상을 받기도 했다. 2011년 <빈컴퍼니>를 창업하여 전통 소재와 문양을 이용한 제품을 만들어 국외 산업 박람회와 전시회 등에 출품했다. 세계 최대 장식 디자인 박물관 빅토리아 앨버트 박물관에서 2년 연속 초청 전시회를 여는 등 국내외 여러 국가에서 30여 회의 작품 전시 활동을 하였다. LG전자 재직 중이던 2009년 뉴욕현대미술관 MoMA데스티네이션 서울 프로젝트에서 '드링클립'(DrinKlip)으로 데뷔하여 2012년 '드링클립'으로 독일 'IF디자인 어워드'를 수상하는 등 국내외에서 10여 회의 수상 경험이 있다. 2006년과 2009년 대한민국 지식경제부와 한국디자인진흥원이 선정하는 '대한민국 차세대 디자인 리더'에 선정되었고 2011년 파리 메종&오브제의 '디자인붐 톱10 디자이너'에도 선정되었다. 그의 대표작인 '드링클립'과 '한지바스켓'은 초등학교, 중학교, 고등학교 교과서에 수록되어있다. 2016년 1월 11일 '문재인 인재영입 6호(여성 1호)'로 더불어민주당에 입당했다...문재인 당시 당대표와 영입인재들이 전국을 다니며 개최한 '더불어콘서트'는 당의 위기국면을 전환하는 큰 계기가 되었다. 이후 문재인 영입인재로 청년비례대표에 입후보 했지만 석연치 않은 이유로 5분 면접을 본 후 탈락해 논란이 되었다. 이후 정청래의원과 함께 더컸유세단 을 꾸려 전국으로 유세지원을 나섰다. 2017년 더불어민주당 문재인대통령 후보 선대위에서 집단지성센터 상임위원장으로 문톡(Moontalk), 문어스(Moonearth)등의 프로젝트를 담당했다. 이후 추미애당대표 지도부에서 디지털대변인을 수행하며 지지자들의 자원봉사조직인 디지털공보단을 전국적으로 조직해 당과 당원이 조직적으로 뉴미디어를 대응하는 데에 기여했다. 민주당굿즈도 기획해 2018년 '더패딩'을 1시간 49분만에 완판 시키기도 했다. 2018년에는 고 박원순 시장의 선대위 대변인으로 활동했다. 2019년 청와대 국민소통수석실 홍보기획비서관, 뉴미디어비서관(디지털소통센터) 행정관으로 근무했다. 2020년 1월 제21대국회의원 총선거에서 서울 마포갑 예비후보로 출사표를 던졌으나 더불어민주당 내부경선에서 현역인 노웅래 국회의원에게 석패했다. 이후 2022년 이재명 더불어민주당대통령후보 선대위에서 조직본부 부본부장을 맡았고, 2023년 제22대 국회의원 총선거 마포갑 지역구의 더불어민주당의 국회의원 후보로 거론되고 있다.

## 학력
- 월촌중학교
- 진명여자 고등학교
- 홍익대학교 산업디자인학과 학사
- 홍익대학교 국제디자인대학원 스마트디자인엔지니어링 석사

## 경력
- 2005년 ~ 2011년: LG전자 디자인경영센터 주임디자이너
- 2011년 ~ 2019년 : 빈컴퍼니 대표
- 2019년 : 중소벤처기업부 정책자문위원

- 2019년 ~ 2020년: 문재인정부 대통령비서실 국민소통수석실 행정관
- 2022년 : (사)김대중이희호 기념사업회 이사, (사)한국디자인단체총연합회 부회장(정책위원)
- 2023년 : 더불어민주당 청년정책연구소 자문위원장, 정치혁신거버넌스위원회 위원장

## 상훈
- 2006년: 대한민국 차세대 디자인 리더(산업자원부), IF 디자인어워드 제품디자인부문 수상(독일)
- 2009년: 대한민국 차세대 디자인 리더 선정(지식경제부)
- 2012년: 한국공예디자인문화진흥원 원장상(문체부), IF 디자인 어워드 제품디자인부문 수상(독일)
- 2014년: 대한민국 글로벌 명품화 육성제품 선정(산업자원부)
- 2015년: 코리아 디자인 어워드 수상